# Кирилюк Василь Костянтинович
Василь Костянтинович Кирилюк (нар. 1928, тепер Вінницька область — 1996, місто Київ) — радянський військовий діяч, генерал-полковник, начальник штабу Цивільної оборони Української РСР. Депутат Верховної Ради УРСР 11-го скликання. Депутат Верховної Ради Азербайджанської РСР 9—10-го скликань. Член ЦК КП Азербайджану.

## Біографія
Народився в селянській родині.
У 1944—1949 роках — колгоспник, агроном, голова колгоспу у Вінницькій області.
Член ВКП(б) з 1948 року.
У 1949—1950 роках — 1-й секретар Дашівського районного комітету ЛКСМУ Вінницької області.
З 1950 року служив у Радянській армії. У 1952 році закінчив Бакинське піхотне училище.
У 1959—1963 роках — командир 7-ї роти Північно-Кавказького суворовського військового училища.
Закінчив Військову академію імені Фрунзе і Військову академію Генерального штабу Збройних сил СРСР.
Був начальником штабу полку, командиром полку, начальником оперативного відділу армії Прикарпатського військового округу, командиром 100-ї навчальної дивізії Закавказького військового округу, начальником штабу 4-ї загальновійськової армії Закавказького військового округу (місто Баку).
У травні 1974 — листопаді 1978 року — командувач 4-ї загальновійськової армії Закавказького військового округу.
У листопаді 1978 — лютому 1984 року — начальник штабу — 1-й заступник командуючого військами Червонопрапорного Закавказького військового округу.
У лютому 1984 — 1986 року — начальник штабу — заступник начальника Цивільної оборони Української РСР.
Потім — у відставці в місті Києві. Похований на цвинтарі Берківці.

## Звання
- генерал-майор (15.12.1972)
- генерал-лейтенант (25.04.1975)
- генерал-полковник (17.02.1982)

## Нагороди
- два ордени Червоної Зірки
- орден «За службу Батьківщині в Збройних Силах СРСР» ІІІ ст.
- ордени
- медалі